# XLVI Festival Internacional de la Canción de Viña del Mar
El XLVI Festival Internacional de la Canción de Viña del Mar, o simplemente Viña '05, se realizó del 16 al 21 de febrero de 2005 en el anfiteatro de la Quinta Vergara, en Viña del Mar, Chile. Fue transmitido por Canal 13 y animado por Ricardo Montaner junto a Myriam Hernández.

## Desarrollo
La XLVI versión del Festival de Viña del Mar corresponde a la sexta versión del certamen realizada por Canal 13. Luego de 28 años consecutivos, Antonio Vodanovic dejaba la animación del certamen, siendo reemplazado por Ricardo Montaner. La prensa y el público en general criticaron duramente el modo en que Montaner intentaba animar al público, supuestamente basado en gritos más que en una conducción propiamente tal. 
Durante los días previos al inicio del certamen, una serie de rumores por parte de Canal 13, informaban sobre el agravamiento inminente del Papa Juan Pablo II, siendo la primera vez que estuvo amenazado el desarrollo del certamen, los que fueron publicados en el Diario El Mercurio de Santiago y otros medios de circulación nacional los primeros días de febrero. Finalmente, Juan Pablo II fallece el 2 de abril de 2005.[cita requerida]

### Día 1 (Miércoles 16)
- Obertura
- Juanes A , A
- Kai Lecrerc (Varieté)
- La Oreja de Van Gogh A , A , G
- La Sonora Palacios A

### Día 2 (Jueves 17)
- Obertura
- Paulina Rubio A
- Hugo Varela (humor)
- Raphael
- Babasónicos

### Día 3 (Viernes 18)
"La noche chilena"
- Obertura
- Alberto Plaza
- Los Hermanos Bustos A , A
- Felo (Humor)
- Congreso
- Lucybell

### Día 4 (Sábado 19)
- Obertura: Elenco teleserie Brujas
- La Ley
- Julieta Venegas
- Alexandre Pires
- Café Tacuba

### Día 5 (Domingo 20)
- Obertura:
- Miguel Bosé
- Obie Bermúdez
- David Bisbal
- The Orchestra

### Día 6 (Lunes 21)
- Obertura
- Marco Antonio Solís
- Fey
- Paulo Iglesias (humor)
- Diego Torres A , A , G
- Los Auténticos Decadentes

## Curiosidades
- Amaia Montero, la vocalista principal de La Oreja de Van Gogh, causó gran impresión y admiración entre todos los asistentes del "Monstruo" en el Festival cuando interpretó su éxito Rosas, en versión a capela.
- El medio y la prensa criticaron la forma y estilo de animación propia de Ricardo Montaner. Pues parece que carecía de bastante experiencia como animador y se basaba más exagerándolo con gritos constantes por cada noche de gala
- Cada vez que un artista triunfaba, Ricardo Montaner gritaba "¡Se nos cae la Quinta!"
- El cantante español Javier Estrada se hizo popular al romper su polera cuando interpretó su sencillo Niña.
- Fuera de los escenarios la polémica fue que la modelo argentina Luciana Salazar entró a la habitación de Juanes y el colombiano reportó el acoso sexual provocando la desacreditación de Salazar.
- Mientras el conjunto mexicano Café Tacvba interpretaba el tema "Déjate caer", la coanimadora Myriam Hernández, a un costado del escenario tropieza y se desploma abruptamente. El vocalista, Rubén Albarrán, rápidamente reacciona y la ayuda a levantarse, siendo esto de lo más comentado de la edición.

## Jurado

### Competencia internacional
- Luciano Pereyra
- Leila Cobo
- Obie Bermúdez
- María Elena Swett
- Humberto Gatica (Presidente del jurado)
- Fey
- Liz Solari
- Gabriel Abaroa
- Eduardo Gatti

### Competencia folclórica
- Chelique Sarabia
- Carlos Rincón
- Carolina Arregui
- Victor Heredia
- Paz Undurraga (Presidenta del jurado)
- Pablo Aranzaes
- José Pepe Cornejo Aliaga

## Competencias
Internacional:
- 1.er lugar:  Perú, Mi alma entre tus manos, de Jessica Sarango, Jorge Pardo y Andrés Landavere, interpretada por Jorge Pardo.[3]
- Mejor intérprete: Jorge Pardo,  Perú.

Folclórica:
- 1.er lugar:  Chile, Cueca al sol, de Isabel Parra, interpretada por Camila Méndez.[4]
- Mejor intérprete: Roxana Carabajal,  Argentina.

## Programas satélite

### Canal oficial
- Viva la mañana (matinal, Canal 13)
- Te Ví en Viña (misceláneo, Canal 13)
- La Movida del Festival (misceláneo, Canal 13)
- Teletrece (noticiero, Canal 13)

### Canales no oficiales
- No podemos vivir sin viña (misceláneo, TVN)
- SQP (espectáculos, Chilevisión)